# Drăgoieşti
Drăgoieşti é uma comuna romena localizada no distrito de Suceava, na região de Bucovina. A comuna possui uma área de 34.40 km² e sua população era de 2560 habitantes segundo o censo de 2007.